# Nifont (Niedźwiedź)
Nifont, nazwisko świeckie Niedźwiedź (rzadziej Miedwied, Miedwiediew) (zm. 1941, Miedwiedź) – mnich prawosławny, przełożony monasteru św. Onufrego w Jabłecznej w latach 1922-1923, w dwudziestoleciu międzywojennym prowadził działalność duszpasterską w nieetatowych parafiach prawosławnych na Lubelszczyźnie.

## Życiorys
W latach 1922–1923 był przełożonym monasteru św. Onufrego w Jabłecznej. W klasztorze tym przebywało wówczas tylko kilku mnichów, którzy wrócili z bieżeństwa.  
W kolejnych latach hieromnich Nifont prowadził pracę duszpasterską na terenie Lubelszczyzny. W latach 1926–1928 służył w Kostomłotach, gdzie wziął aktywny udział w sporze o cerkiew św. Nikity, przyznaną przez władze państwowe parafii neounickiej; bezskutecznie starał się odzyskać ją na rzecz PAKP. Zorganizował w miejscowości prawosławną placówkę duszpasterską niezależną od neounickiej cerkwi, w rezultacie czego większość wiernych przestała do niej uczęszczać. Został ponadto wybrany do Zarządu Rady Cerkiewno-Gospodarczej w gromadzie Kostomłoty. 9 lutego 1928 hieromnich Nifont został zmuszony do wyjazdu z Kostomłotów. W raporcie dla administracji wojewódzkiej osobę mnicha bezpodstawnie przedstawiono w niekorzystnym świetle, jako osobę niemoralnie prowadzącą się i reprezentującą antypolskie poglądy. Był oskarżany o podburzanie ludności przeciwko policji w celu siłowego opanowania cerkwi w Kostomłotach, jak również o podkopywanie powagi władz polskich. W tym samym czasie był wikariuszem legalnej, etatowej parafii Narodzenia Matki Bożej w Babicach. W 1927 metropolita warszawski i całej Polski Dionizy skierował go dodatkowo do parafii w Kobylanach, gdzie także trwał spór o własność miejscowej cerkwi między prawosławnymi a neounitami. Władze państwowe uznały jednak jego pobyt w Kobylanach za nielegalny i mnich musiał szybko wrócić do Babic. Jest także wymieniany wśród duchownych służących w Kopytowie i w Buderażu. Według Grzegorza Pelicy posiadał godność ihumena.
Hieromnich zerwał następnie ze swoją radykalnie antyunicką postawą i zgłosił się do rzymskokatolickiego biskupa lubelskiego, deklarując gotowość przejścia na katolicyzm w obrządku bizantyjsko-słowiańskim. Z powodu braku wolnych etatów w parafiach neounickich nie zaproponowano mu jednak żadnej placówki duszpasterskiej. Według ustaleń Florentyny Rzemieniuk duchowny mimo to przyjął unię i jako duchowny katolicki służył do końca życia w Żdżarach na Wołyniu. Faktycznie w 1936 w wykazie mnichów monasteru w Jabłecznej mnicha Nifonta nie wymieniono.
W 1941 został zamordowany.